# Colónia do Cabo
```
   |-
       |
Erro:
:  
valor não especificado para "
nome_comum
"
```

A Colônia do Cabo (em neerlandês: Kaapkolonie, em inglês: Cape Colony), com referência ao cabo da Boa Esperança, foi a primeira colónia na extremidade sul da África do Sul e existiu entre 1652, com a fundação da cidade do Cabo por Jan van Riebeeck da Companhia Neerlandesa das Índias Orientais e 1806, quando foi ocupada pelos britânicos.
A colónia tornou-se uma província da União Sul-Africana até à nova constituição de 1994, quando foi dividida em 3 províncias: Cabo Oriental, Cabo Ocidental e Cabo Setentrional. A região foi ocupada por colonos, principalmente neerlandeses e franceses, em grande parte exilados huguenotes, que trouxeram com eles várias cepas de vinha que se tornaram até hoje uma grande fonte de riqueza para a região.